# Broken Flowers
Broken Flowers è un film del 2005 diretto da Jim Jarmusch.
La pellicola, dedicata al regista francese Jean Eustache, ha vinto il Grand Prix Speciale della Giuria al Festival di Cannes 2005.

## Trama
Don Johnston è un dongiovanni cinquantenne in crisi di identità. Appena lasciato dall'ultima delle sue tante fidanzate, riceve una strana lettera rosa da un'anonima ex amante, che lo informa di avere avuto in passato un figlio da lui: il ragazzo, ora diciannovenne, probabilmente intende cercarlo. Don, convinto dal suo vicino di casa Winston, decide di intraprendere un viaggio in lungo e in largo per gli Stati Uniti, alla ricerca della misteriosa autrice della missiva. Don incontra così, tra alterne vicende, Laura, Dora, Carmen e Penny, le donne frequentate vent'anni prima, le sole che potrebbero aver scritto la lettera.
Alla fine, Don ritorna a casa senza avere scoperto chi l'ha voluto contattare. L'arrivo a casa di un'altra busta rosa, molto simile alla famosa prima lettera, da parte dell'ultima fidanzata, lo fa sospettare che possa essersi trattato in realtà di un suo espediente per far riflettere Don sulla propria vita. Poco dopo, in strada, Don incontra un giovane, e si convince che sia suo figlio che lo sta cercando. Gli compra del cibo, ma quando nella conversazione chiede al ragazzo se ritiene che lui sia suo padre, il giovane lo ritiene pazzo e scappa. Mentre Don lo guarda fuggire, nota passare un'auto; dal finestrino aperto del passeggero lo fissa con insistenza un ragazzo, che sta ascoltando la stessa musica che Don ha ascoltato durante il suo viaggio. Il giovane mantiene un intenso contatto visivo con Don mentre la macchina prosegue, lasciandolo da solo nel mezzo della strada.

## Colonna sonora
La colonna sonora del film è un eclettico mix musicale; i temi principali sono costituiti da brani strumentali del jazzista etiope Mulatu Astatke, mixati con garage rock (The Brian Jonestown Massacre, The Greenhornes), stoner rock (Sleep), soul (Marvin Gaye), rocksteady reggae (The Tennors), musica classica (Requiem di Gabriel Fauré) e musica pop (Holly Golightly).

## Riconoscimenti
- 2005 – Festival di Cannes
  - Grand Prix Speciale della Giuria